# Durham (Caroline du Nord)
Pour les articles homonymes, voir Durham.
Durham est une ville de Caroline du Nord située au nord-ouest de Raleigh, la capitale de l'État. Durham fait partie avec les villes de Raleigh et Chapel Hill du Research Triangle Park. Elle partage également son aéroport avec Raleigh : aéroport international de Raleigh-Durham.

## Géographie
Durham est une ville de l'État américain de Caroline du Nord. C'est le siège du comté de Durham. Le Bureau du recensement des États-Unis estimait que la population de la ville est de 251 893 habitants au 1er juillet 2014. Durham est au cœur de la région métropolitaine de Durham-Chapel Hill dans quatre comtés, qui a une population de 542 710 habitants à partir des estimations de population du recensement des États-Unis de 2014. Le Bureau de la gestion et du budget des États-Unis inclus également Durham dans le cadre de la zone statistique combinée Raleigh-Durham-Chapel Hill, qui compte une population de 2 037 430 habitants. 
Elle est le siège de l'université Duke et de l'université centrale de Caroline du Nord, et est également l'un des sommets de la zone du Triangle de la recherche.  Durham est aussi un pôle national important d'activités liées à la santé, centrées sur le Duke University Hospital et de nombreuses compagnies privées.

## Histoire

### Pré-établissement
Les Eno et les Occoneechi, liés aux Sioux et aux Shakori (en), ont vécu et cultivé dans la région qui est devenue Durham. Ils avaient peut-être créé un village nommé Adshusheer sur le site. Le grand itinéraire de commerce indien a été tracé à travers l'emplacement Durham, et les Amérindiens ont contribué à façonner la région en établissant des lieux de peuplement et des routes commerciales.
En 1701, la beauté de Durham a été racontée par l'explorateur anglais John Lawson, qui a appelé la région « la fleur des Carolines ». Au milieu des années 1700, les colons écossais, irlandais et anglais se sont installés sur des terres accordées à George Carteret par le roi Charles Ier (en l'honneur duquel sont nommées les Carolines). Les premiers colons ont construit des moulins à vent, tels que West Point, et ont travaillé la terre.
Avant la Révolution américaine, les hommes de la frontière dans ce qui est maintenant Durham furent impliqués dans la guerre de la régulation (en). Selon la légende, la milice loyaliste a coupé Cornwallis Road dans cette région en 1771 pour étouffer la rébellion. Plus tard, William Johnston, un commerçant et agriculteur local, a fabriqué des munitions pour les révolutionnaires, a servi dans le Congrès de la capitale provinciale en 1775 et a contribué à souscrire les explorations de Daniel Boone à l'ouest.
Les grandes plantations, Hardscrabble, Cameron et Leigh, ont été établies dans la période antérieure à la guerre. En 1860, la plantation de Stagville (en) se trouvait au centre d'un des plus grands regroupements de plantations du Sud. Des esclaves africains ont été amenés à travailler sur ces fermes et ces plantations, et les quartiers d'esclaves sont devenus le foyer de traditions culturelles du Sud concernant l'artisanat, les relations sociales, les rituels de vie, la musique et la danse. Il y avait aussi des Afro-Américains libres dans la région, y compris plusieurs qui se sont battus dans la Guerre Révolutionnaire.

### Avant-guerre et la guerre de sécession
Avant l'arrivée du chemin de fer, la région dans laquelle se trouve maintenant Durham était la partie orientale de l'actuel comté d'Orange et était presque entièrement agricole, avec quelques entreprises destinées aux transports le long de Hillsborough Road. Cette route, finalement empruntée par la U.S. Route 70, était la principale route est-ouest en Caroline du Nord depuis l'époque coloniale jusqu'à la construction des autoroutes interétatiques. Une croissance stable de la population et une intersection avec la route reliant Roxboro et Fayetteville ont fpermis l'établissement d'un bureau de poste américain, créé en 1827.
L'emplacement de Durham résulte des besoins de l'industrie ferroviaire du XIXe siècle. Les locomotives à vapeur à bois de l'époque ont dû s'arrêter souvent pour le bois et l'eau et le nouveau chemin de fer de la Caroline du Nord avait besoin d'un dépôt entre les villes de Raleigh et Hillsborough.
Durham Station, ainsi que le lieu fut connu lors de ses vingt premières années, n'était qu'un dépôt pour le transport occasionnel de passagers ou de colis jusqu'au début d'avril 1865 quand l'armée fédérale commandée par le général de division William Tecumseh Sherman occupe la capitale Raleigh, pendant la guerre de Sécession. La dernière armée confédérée du Sud, commandée par le général Joseph E. Johnston, avait son quartier général à Greensboro, à cinquante milles à l'ouest. Après la reddition de l'armée de Virginie du Nord par le général Robert Lee à Appomattox, en Virginie, le 9 avril 1865, le général Johnston a cherché des accords pour terminer les combats qui ont été négociés les 17, 18 et 26 avril à Bennett Place, la petite ferme de James et Nancy Bennett, située à mi-chemin entre les lignes de l'armée à environ trois milles à l'ouest de la gare de Durham. Bien que ces négociations aient empêché une bataille à Durham, le pillage de maisons et d'entreprises par la cavalerie de l'Union a provoqué une longue amertume dans la région envers le gouvernement fédéral et le Parti républicain.
Heureusement pour Durham, son avenir n'a rien eu à voir avec la politique du XIXe siècle. Alors que les deux armées traversaient Durham, Hillsborough et les communautés environnantes, les combattants ont découvert la variété de tabac Brightleaf dans la région, qui avait une saveur plus douce que les autres variétés de tabac. Le tabac de Durham était beaucoup plus agréable à fumer ou à mâcher que tout autre qu'ils avaient jamais eu et quand ils sont retournés chez eux, ils ont commencé à envoyer des lettres à Durham pour en obtenir davantage.

### La reconstruction et le développement du tabac
La communauté de Durham Station a grandi lentement avant la guerre civile, mais s'est développée rapidement après . Une grande partie de cette croissance est attribuable à la création d'une industrie du tabac florissante. 
De nombreuses commandes ont été envoyées à la compagnie de tabac de John Ruffin Green pour demander plus de tabac de Durham. W.T. Blackwell s'est associé à Green et a rebaptisé l'entreprise «Bull Durham Tobacco Factory (en)». Le nom «Bull Durham» aurait été pris au taureau figurant sur l'étiquette de la moutarde Colman's, que M. Blackwell (à tort) croyait fabriquée à Durham, en Angleterre. 

### Incorporation
Comme la population de Durham Station augmentait rapidement, elle est devenue une ville et a été incorporée par un acte de l'assemblée générale de Caroline du Nord, le 10 avril 1869. Elle a été nommée en l'honneur de l'homme qui a fourni le terrain sur lequel la gare avait été construite, le Dr Bartlett Durham. Au moment de son incorporation par l'Assemblée générale, Durham était située dans le comté d'Orange. 
L'augmentation de l'activité commerciale rendit le voyage d'une journée au siège du comté à Hillsborough trop long. Douze ans plus tard, le 17 avril 1881, un projet de loi pour la création du comté de Durham fut ratifié par l'assemblée générale. Présenté par Caleb B. Green, il créait le comté de Durham depuis la partie orientale du comté d'Orange et la partie occidentale du comté de Wake. En 1911, des parties du township de Cedar Fork dans le comté de Wake ont été transférées au comté de Durham et sont devenues le township de Carr.

### La croissance de la ville
La croissance rapide et la prospérité de la Bull Durham Tobacco Company et de la W. Duke and Sons Tobacco Company de Washington Duke (en) ont entraîné la croissance rapide de la ville de Durham. Washington Duke était un bon homme d'affaires ; ses fils ont établi ce qui équivalait au monopole de fumer et de mâcher du tabac aux États-Unis en 1900. 
Au début des années 1910, le gouvernement fédéral a forcé une rupture du monopole des affaires de Duke grâce aux lois antitrust. Les Duke ont conservé ce qui est devenu l'American Tobacco (en), une grande société à part entière, dont le siège est à Durham. Les publicités omniprésentes d'American Tobacco sur les émissions de radio à partir des années 1930 et les émissions de télévision jusqu'en 1970 étaient la représentation nationale de Durham jusqu'à ce que l'université Duke l'ait supplanté à la fin du XXe siècle.
Empêchés d'investir davantage dans l'industrie du tabac, les Duke se sont tournés vers la nouvelle industrie de la production d'électricité dans laquelle ils avaient investi depuis le début des années 1890. Duke Power (maintenant Duke Energy) a produit de l'électricité à partir de barrages hydroélectriques dans les montagnes de l'ouest de la Caroline du Nord grâce à la technologie nouvellement inventée des lignes à haute tension. À cette époque (1910-1920), les quelques villes de Caroline du Nord qui avaient l'électricité dépendaient de «centrales électriques» locales. Il s'agissait de grandes centrales au charbon polluantes situées à côté des voies ferrées. Duke Power a rapidement pris en charge les franchises d'électricité dans ces villes, puis électrifié toutes les autres villes du centre et de l'ouest de la Caroline du Nord, ce qui rapportait encore plus d'argent que le tabac. Duke Power avait également une activité importante dans les franchises locales pour les transports en commun (autobus et trolleys) avant que le gouvernement local ne prenne cette responsabilité au milieu et à la fin du XXe siècle. Duke Power a dirigé le réseau de bus public de Durham (devenu la Durham Area Transit Authority) jusqu'en 1991.

### Mouvement des droits civiques
Grâce à l'importante communauté afro-américaine, un important mouvement afro-américain des droits civiques s'est développé à Durham. Martin Luther King, Jr., a visité la ville pendant la lutte pour l'égalité des droits. Le Comité de Durham sur les affaires des Noirs, organisé en 1935 par C.C. Spaulding et James E. Shepard (en), a été cité à l'échelle nationale pour son rôle dans les mouvements de sit-in des années 1950-1960. Le comité a également utilisé son droit de vote pour promouvoir les droits sociaux et économiques pour les Afro-Américains et d'autres groupes ethniques. À la fin des années 1950, Douglas E. Moore (en), ministre de l'église méthodiste du temple d'Asbury de Durham, et d'autres dirigeants religieux et communautaires, ont été les pionniers en Caroline du Nord pour protester contre les discriminations dans les comptoirs-repas réservés aux Blancs.

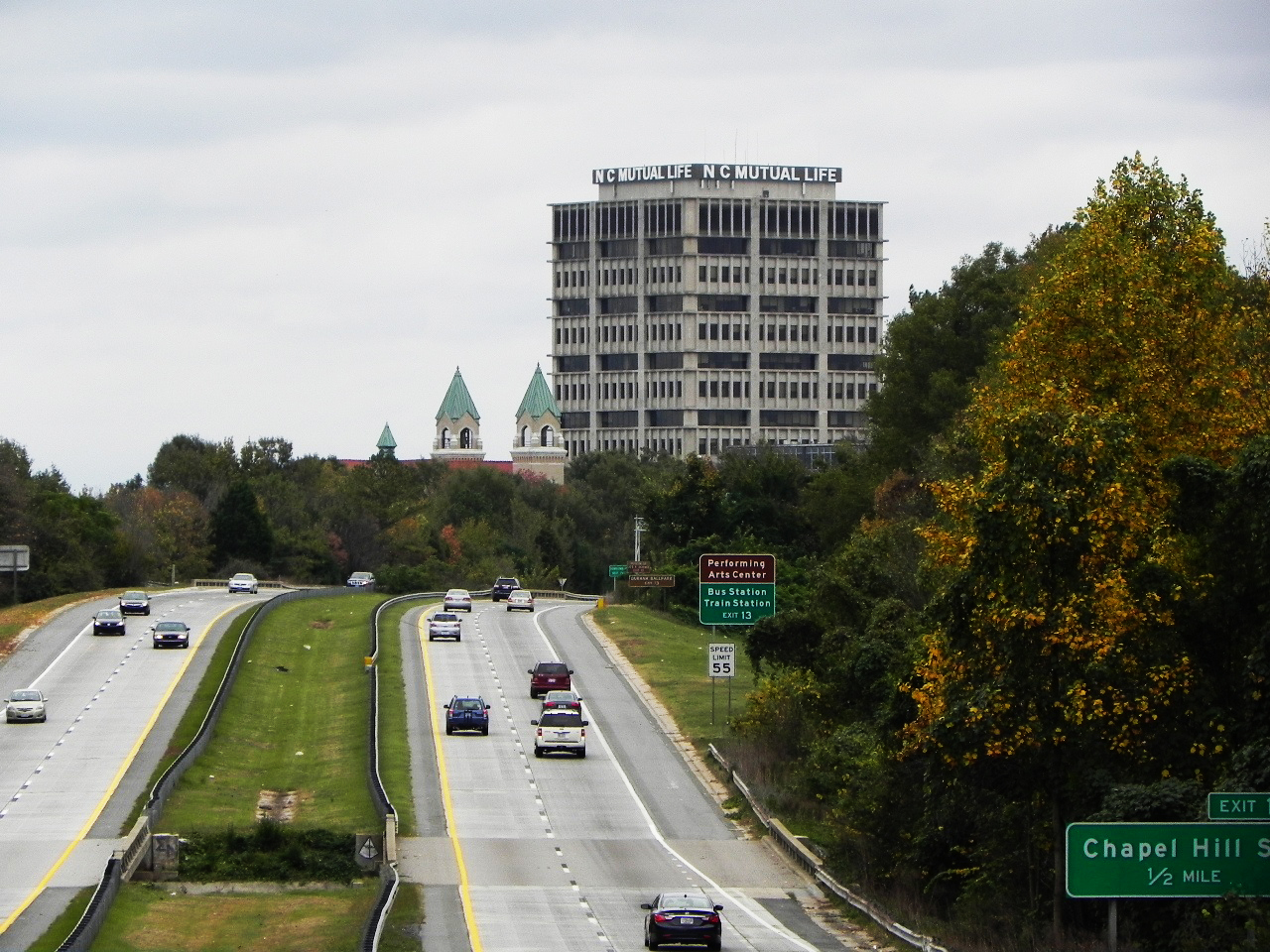
Le siège social de la Mutuelle d'assurance-vie de Caroline du Nord, qui en 1965 est devenu le plus grand immeuble de bureaux appartenant aux Afro-Américains aux États-Unis.

Largement crédité du premier sit-in du mouvement des droits civiques, le 23 juin 1957, Moore et six autres se rassemblèrent à l'église pour planifier la manifestation. Les jeunes Afro-Américains s'installèrent dans le Royal Ice Cream Parlour, où ils s'installèrent dans des cabines exclusivement réservées aux Blancs. Quand ils ont refusé de bouger, le directeur a appelé la police qui les accusait d'intrusion. Contrairement au Sit-ins de Greensboro, trois ans plus tard, les Royal Seven ont été arrêtés et finalement reconnus coupables d'intrusion.
Le sit-in de six mois au comptoir de Woolworth's à Greensboro, en Caroline du Nord, a attiré l'attention de la nation. En quelques jours, Martin Luther King Jr. a rencontré Moore à Durham, où King a inventé son célèbre cri de ralliement «Remplissez les prisons», lors d'un discours à l'église baptiste de White Rock. King a déclaré: « N'ayons pas peur d'aller en prison, si les autorités menacent de nous arrêter pour avoir défendu nos droits, nous devons répondre en disant que nous sommes prêts et préparés à remplir les prisons du Sud. »

## Depuis 1970
En 1970, le bureau du recensement a rapporté que la population de la ville était composée de 38,8 % de noirs et de 60,8 % de blancs. La croissance de Durham a repris au cours des années 1970 et 1980, avec la construction de plusieurs lotissements dans la partie sud de la ville, la plus proche du Research Triangle Park, et les débuts de la revitalisation du centre-ville. En 1975, la St. Joseph's Historical Foundation du « Hayti Heritage Center » a été constituée pour « préserver le patrimoine et promouvoir la compréhension et l'appréciation de l'expérience afro-américaine et des contributions des Afro-Américains à la culture mondiale ». 
Un nouveau stade de baseball a été construit au centre-ville pour les Bulls de Durham en 1994. Le Durham Performing Arts Center se classe maintenant dans le top dix des ventes de billets de théâtre aux Etats-Unis selon le magazine Pollstar. Beaucoup de gens célèbres y ont joué, y compris B. B. King et Willie Nelson. Après le départ de l'industrie du tabac, les rénovations à grande échelle des usines historiques en bureaux et en restaurants ont commencé à remodeler le centre-ville. Bien que ces efforts se poursuivent, la grande majorité de la croissance de Durham dans les secteurs résidentiel et commercial depuis 1990 se situe le long du corridor de l'I-40 dans le sud du comté de Durham.
Les principaux employeurs à Durham sont l'université Duke et Duke Medical Center (39 000 employés, 14 000 étudiants), environ à 3,2 km à l'ouest du centre-ville d'origine, et des entreprises du Research Triangle Park (49 000 employés), environ 16 km au sud-est. Ces centres sont reliés par l'autoroute de Durham (NC 147).

## Démographie
| 1890  | 1900  | 1910   | 1920   | 1930   | 1940   |
| ----- | ----- | ------ | ------ | ------ | ------ |
| 5 485 | 6 679 | 18 241 | 21 719 | 52 037 | 60 195 |

| 1950   | 1960   | 1970    | 1980    | 1990    | 2000    |
| ------ | ------ | ------- | ------- | ------- | ------- |
| 73 368 | 84 642 | 100 768 | 100 831 | 136 611 | 187 035 |

| 2010    | - | - | - | - | - |
| ------- | - | - | - | - | - |
| 228 330 | - | - | - | - | - |

## Politique et administration
La ville est administrée par un système à gérance municipale qui comprend un conseil de sept membres et un maire élus pour quatre ans. D'autre part, un gérant municipal supervise l'administration générale de la ville.
En novembre 2021, Elaine O'Neal est élue maire, devenant la première femme afro-américaine à occuper le poste.

### Liste des maires
| Période         | Période       | Identité      | Étiquette | Qualité |
| --------------- | ------------- | ------------- | --------- | ------- |
| décembre 2001   | décembre 2017 | Bill Bell     | Démocrate |         |
| décembre 2017   | décembre 2021 | Steve Schewel | Démocrate |         |
| 6 décembre 2021 | en cours      | Elaine O'Neal | Démocrate |         |

## Culture
La ville de Durham accueille depuis 1978 l'American Dance Festival, en collaboration avec l'université Duke, qui est l'un des plus prestigieux festivals de danse contemporaine.
Elle compte sur son territoire le 11 foot 8 Bridge, connu pour ses nombreux accidents en raison de son gabarit atypique de 3,56 mètres, soit onze pieds et huit pouces.

### Sport
La ville dispose de nombreux stades et salles sportives:
| - Durham Bulls Athletic Park (baseball) - Jack Coombs Field (baseball) - Wallace Wade Stadium (football américain) - Durham County Stadium (football américain et soccer) | - Koskinen Stadium (soccer) - Jack Katz Stadium (hockey sur gazon) - Cameron Indoor Stadium (basket-ball) |